# Abadía de Nuestra Señora de la Paz de Chimay

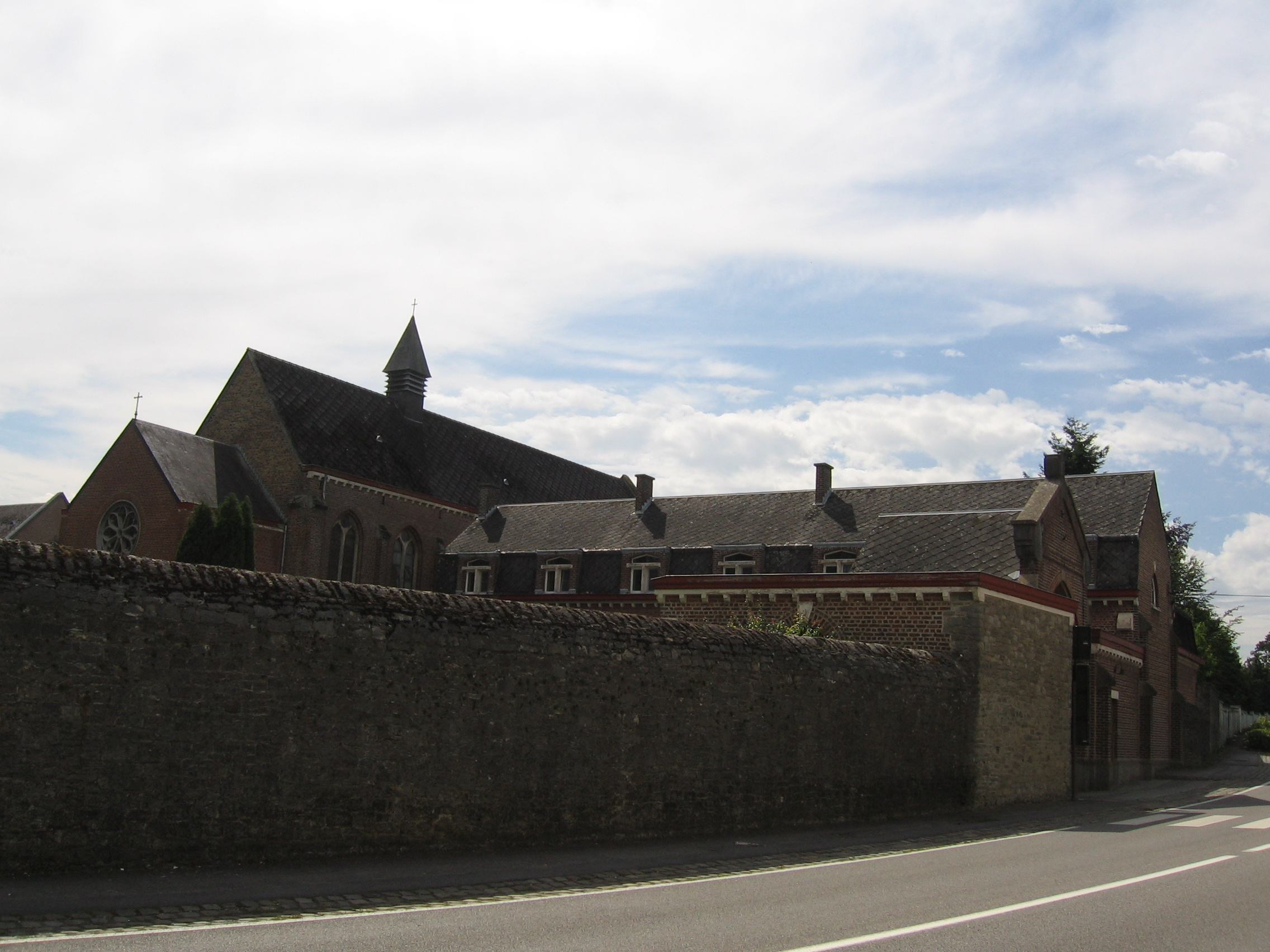
Abadía de Nuestra Señora de la Paz de Chimay

La abadía de Notre-Dame-de-la-Paix (en francés: Abbaye Notre-Dame-de-la-Paix de Chimay) es un monasterio de monjas de Orden del Císter (trapense) que se encuentra en Chimay (Bélgica). Fundada en 1919, en el comienzo de la carretera en Trélon, en las afueras de la ciudad de Chimay, en Hainault (Bélgica), la abadía actualmente comprende una docena de monjas.

## Origen e historia
La antigua abadía cisterciense de Gomerfontaine, fundada en 1209 a Trie-la-Ville (Diócesis de Rouen), en el departamento de Oise, se cerró en 1792 y las monjas se dispersaron. Una comunidad se reformó en Nesle en 1802. La comunidad, que cada vez es mayor, se trasladó a Saint-Paul-aux-Bois (diócesis de Soissons), en el Aisne, en 1816.
La legislación anticlerical de 1905 dio lugar en 1904, por anticipación, a que las monjas cistercienses franceses se exiliaran en Bélgica. Se agregaron a la comunidad Fourbechies, y luego se establecieron, en 1919, a Chimay. En 1925, construyeron los edificios más adecuado para un estilo de vida monástica. La abadía combina la arquitectura moderna con el estilo tradicional de las casas de la orden cisterciense.
En 1937, las monjas fundaron la abadía de Koningsoord, en los Países Bajos.